# Vincenzo Manfredini
Vincenzo Manfredini (Pistoia, Toscana, Itàlia, 22 d'octubre de 1737 – Sant Petersburg, Rússia, 16 d'agost de 1799) fou un compositor i contrapuntista italià. Era fill del també músic Francesco Manfredini.
Cursà harmonia i composició a Bolonya i Milà, i el 1755 es traslladà a Sant Petersburg amb altres artistes i allà primer es dedicà a escriure música per a balls i espectacles, i donà tals mostres dels seus talents musicals, que l'emperadriu Caterina II el nomenà professor del seu fill el llavors gran duc Pau, al qual dedicà sis sonates; l'emperadriu, en recompensa, li feu un regal de 1.000 rubles.
El 1769 tornà a Bolonya, on va poder gaudir d'una vida descansada mercès a les sumes guanyades a Rússia. Deixà la composició i es dedicà exclusivament a la didàctica, col·laborant ensems en el Giornale Enciclopedico.
Quan Pau I de Rússia ascendí al tron l'any 1796, va convidar el seu antic mestre a la cort. Manfredini va arribar el setembre de 1798, però no va ocupar cap càrrec formalment, i va morir a Sant Petersburg l'any següent.
Va compondre, entre d'altres, les òperes Olympiade, Carlo Magno i Alessandra nelle Indie, diverses sonates i concerts per a piano. També va escriure tractats sobre música, com ara Regole armoniche o sieno precetti regionati per aprender i principi della musica, il portamento del basso sopra gli stromenti, da tasti, como l'organo, il cembalo, etc. (Venècia, 1775), i Difesa della musica moderna e de suoi celebri esecutori (Bolonya, 1788).